# شرکت آهنگری تراکتورسازی ایران

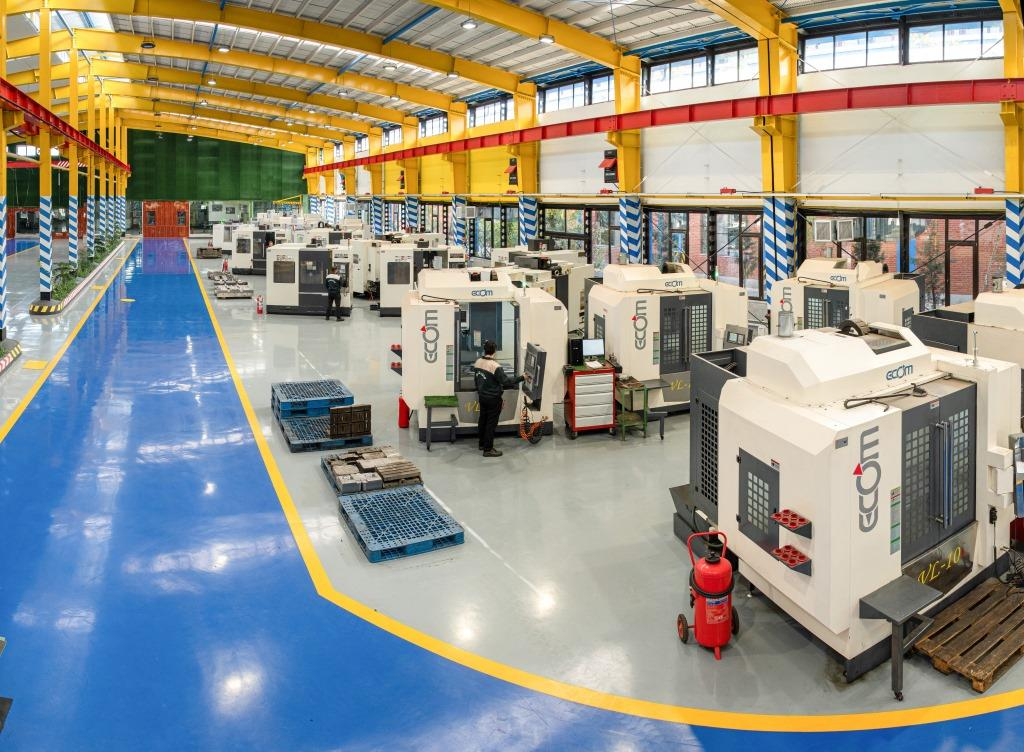
راه‌اندازی کارگاه دایکست (ریخته گری تحت فشار) آهنگری تراکتورسازی ایران

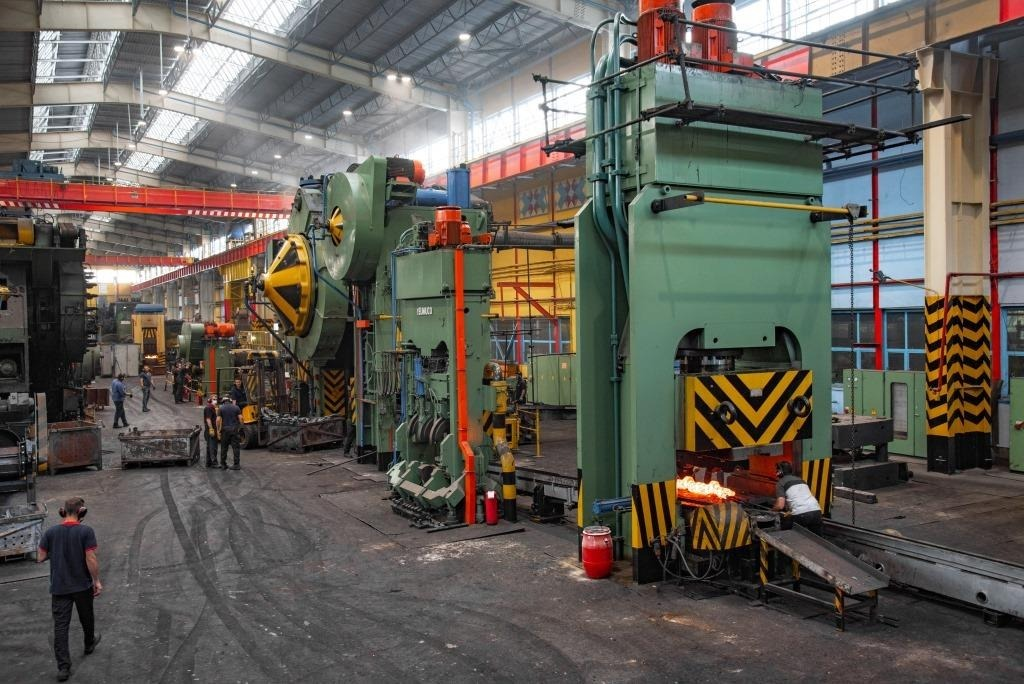
کارگاه تولید آهنگری تراکتورسازی ایران با ظرفیت تولید ۲۰۰ تا ۸۰۰۰ تن

شرکت آهنگری تراکتورسازی ایران، یکی از شرکت‌های تفکیک‌شده از شرکت تراکتورسازی ایران است. این شرکت که در زمینه‌های آهنگری، ساخت قالب، عملیات حرارتی، کیفیت و ماشین‌کاری فعالیت می‌کند و در زمینی به مساحت حدود ۱۰ هکتار و فضای سرپوشیده ۱۰۰۰۰۰ مترمربع قرار دارد. این شرکت ظرفیت تولید سالانه حدود ۲۵۰۰۰ تن را دارا می باشد.
این شرکت سهامی خاص بوده و ۸۰ درصد سهم این شرکت متعلق به خانواده باویلی تبریزی است. مجید باویلی تبریزی سهام دار اصلی و اکنون رئیس هیئت‌مدیره، پدارم باویلی تبریزی مدیرعامل و پیام باویلی تبریزی عضو هیئت‌مدیره این شرکت هستند.

## تاریخچه
شرکت تراکتورسازی ایران در سال ۱۳۴۷ به‌صورت شرکت سهامی خاص تأسیس شد و مورخ ۱۳۴۷/۰۲/۲۶ در اداره ثبت شرکت‌ها در تبریز به ثبت رسید؛ آهنگری تراکتورسازی ایران در سال ۱۳۶۶ به‌عنوان بزرگترین و مجهزترین کارخانه آهنگری گرم (فورج گرم) در سطح کشور و خاورمیانه، از شرکت تراکتورسازی ایران سهامی خاص تفکیک و به شماره ۴۰۵۵ نزد اداره ثبت شرکت های تبریز ثبت گردید و پس از تفکیک، عمده سهام آن متعلق به شرکت تراکتورسازی و سپس به سازمان گسترش و نوسازی صنایع ایران انتقال یافت و در سال ۱۳۸۰ در راستای سیاست‌های دولت عمده سهام شرکت توسط سازمان گسترش و نوسازی صنایع ایران و از طریق بورس و به بخش خصوصی واگذار شد و نهایتاً در سال ۱۳۸۹ عمده سهام این شرکت به مدیریت کنونی (خانواده باویلی تبریزی) انتقال یافته است.

## محصولات
شرکت آهنگری طیف وسیعی از قطعات اساسی و ایمنی را در صنایع مختلف از جمله صنایع خودروسازی، کشاورزی، نفت و گاز، راه آهن و دریایی، راه ساختمان و معدن و مهندسی عمومی تواید می کند. این شرکت در تولید انواع میل لنگ و همچنین انواع قطعات با وزن های ۲۰۰ گرم تا ۱۵۰ به صورت اختصاصی فعالیت می‌کند.
در این میان می‌توان به تولید کلیه دنده‌های اعم از دنده گیربکس، دنده جلوبندی، دنده موتور، دنده اکسل و انواع سگدست‌ها و شغالدست، مثلثی، توپی چرخ، انواع شاتون، انواع کرانویل، پینیون، چرخ‌دنده، انواع میل لنگ مانند میل بادامک، چهار شاخ دیفرانسیل، ماهک، انواع بازویی فرمان، هزارخاری، بوش مندل و فلنج اشاره کرد.